# علاء الدين حسين شاه
علاء الدين حسين شاه ((بالبنغالية: আলাউদ্দিন হোসেন শাহ) (1494-1519)  كان سلطان البنغال المستقل في العصور الوسطى، والذي أسس سلطنة الحسين شاهي ‏. أصبح حاكم البنغال بعد اغتيال السلطان الحبشي، شمس الدين مظفر شاه ‏، الذي كان قد خدمه وزيرًا. بعد وفاته عام 1519 خلفه ابنه نصرت شاه. يُنظر إلى عهدي حسين شاه ونصرت شاه عمومًا على أنهما "العصر الذهبي" لسلطنة البنغال.

## الأصل والحياة المبكرة

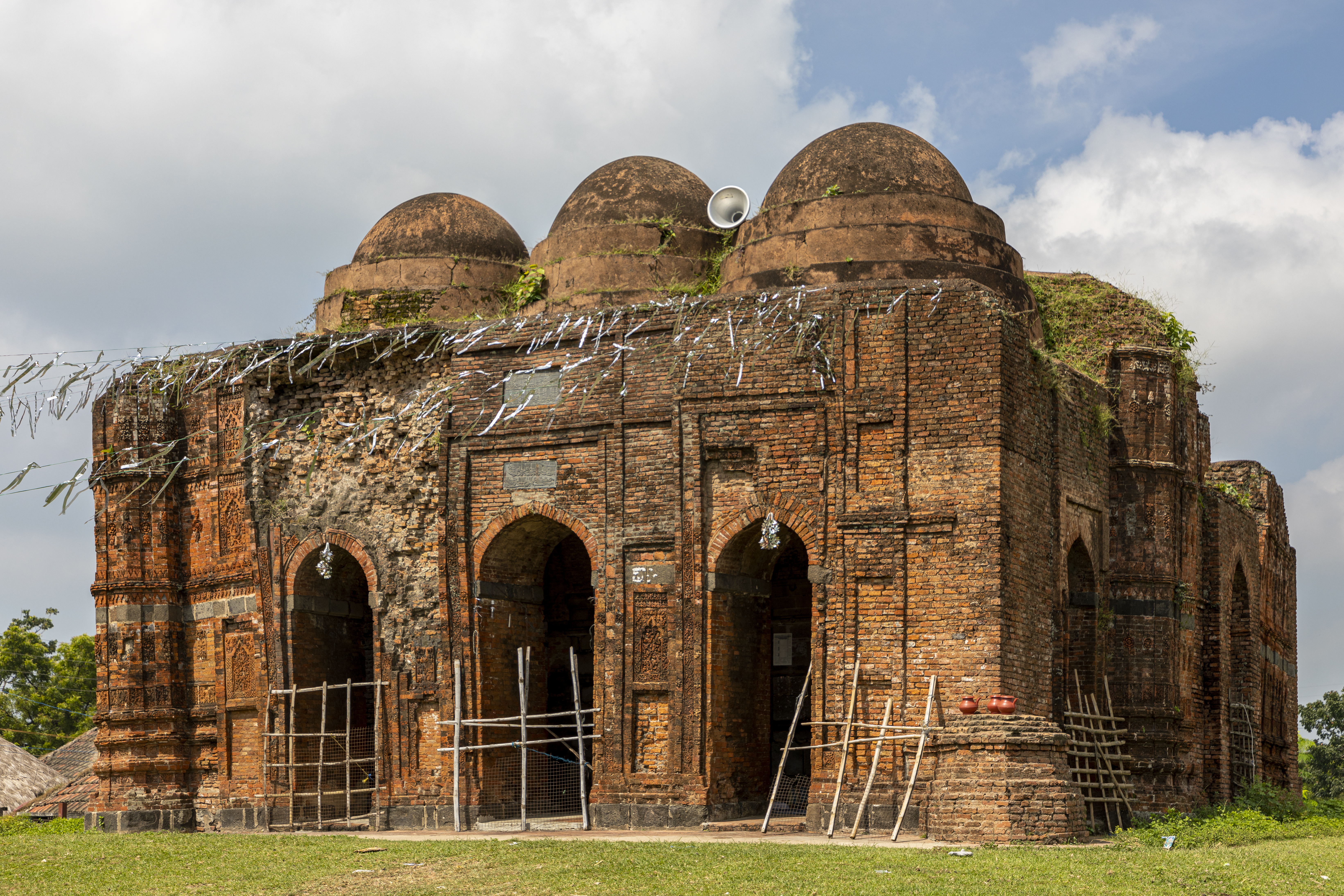
يقع مسجد خيرور، وهو من أوائل المساجد التي بناها حسين شاه، في شاندبارا، حيث قيل إنه قضى معظم طفولته.

علاء الدين شاه كان سيدا من العرب،  أو الأفغان نسباً. ذكر كتاب رياض السلاطين (كتاب) أن والد حسين، السيد أشرف الحسيني كان يسكن لفترة طويلة في وقت لاحق ترمذ (تركستان) قبل استقراره بمقاطعة بشاند ‏ في منطقة راره ‏ (غرب البنغال). تلقى حسين وأخوه الأكبر، يوسف، الدروس عند القاضي المحلي عهد طفولتهما، الذي تزوج لاحقًا من ابنته حسين بسبب خلفيته النبيلة. غالبًا ما تُساوى شاندبور بقرية شاندبارا في مقاطعة مرشد أباد ‏، حيث يُمكن رؤية عدد من النقوش الجزء الأول من عهد حسين. كما بنى حسين مسجد خيرور ‏ في شاندبارا في السنة الأولى من حكمه في عام 1494. وهناك بحيرة في هذه القرية، تسمى الشيخ ديغي، مرتبطة أيضًا بحسين. يدعي كريشناداسا كافيراجا ‏، مؤلف من الفايشنافيين ولد في عهد حسين، أن حسين كان يعمل لدى سوبودهي راي، ضابط المحاصل في العاصمة البنغالية السابقة غور، وقد تعرض للجلد بشدة أثناء حفر البحيرة. تزعم الروايات التقاليدية في مرشد أباد أيضًا أن حسين كان راخال (حارس البقر) لبراهمين في شاندبارا.